# Ronde van Murcia 2011
De 31e editie van de Ronde van Murcia werd gehouden van 4 maart 2011 tot en met 6 maart 2011 in in de Spaanse provincie Murcia. Winnaar werd Jérôme Coppel, na de schorsing van Alberto Contador

## Etappe overzicht
| Etappe | Datum   | Start - Aankomst                                                | Type                | Afstand  | Winnaar          | Ploeg             | Klassementsleider              |
| ------ | ------- | --------------------------------------------------------------- | ------------------- | -------- | ---------------- | ----------------- | ------------------------------ |
| 1e     | 4 maart | San Pedro del Pinatar - Alhama de Murcia                        | Heuvelrit           | 168,7 km | Michael Matthews | Rabobank          | Michael Matthews               |
| 2e     | 5 maart | Estrella de Levante - Centro de Interpretación de Sierra Espuña | Bergrit             | 183,2 km | Alberto Contador | Saxo Bank-Sungard | Alberto Contador Denis Menchov |
| 3e     | 6 maart | Murcia - Murcia                                                 | Individuele tijdrit | 12,4 km  | Alberto Contador | Saxo Bank-Sungard | Alberto Contador Jérôme Coppel |

## Algemeen klassement
| Plaats | Naam                    | Ploeg             | Tijd     |
| ------ | ----------------------- | ----------------- | -------- |
|        | Alberto Contador        | Saxo Bank-Sungard | 9u27'18" |
|        | Jérôme Coppel           | Saur-Sojasun      | 9u27'29" |
| 2      | Denis Menchov           | Geox-TMC          | + 0'06"  |
| 3      | Wout Poels              | Vacansoleil-DCM   | + 1'35"  |
| 4      | Fabio Duarte            | Geox-TMC          | + 1'36"  |
| 5      | Alexandre Geniez        | Skil-Shimano      | + 1'47"  |
| 6      | Fabrice Jeandesboz      | Saur-Sojasun      | + 1'49"  |
| 7      | Francisco Pérez Sánchez | Team Movistar     | + 2'01"  |
| 8      | David Blanco            | Geox-TMC          | + 2'10"  |
| 9      | Vasili Kirienka         | Team Movistar     | + 2'11"  |

## Etappe-uitslagen
| Plaats  | Naam              | Ploeg                        | tijd     |
| ------- | ----------------- | ---------------------------- | -------- |
| Winnaar | Michael Matthews  | Rabobank                     | 4u26'09" |
| 2       | Russell Downing   | Team Sky                     | z.t.     |
| 3       | Davide Appollonio | Team Sky                     | z.t.     |
| 4       | Aitor Alonsó      | Caja Rural                   | z.t.     |
| 5       | Martin Reimer     | Skil-Shimano                 | z.t.     |
| 6       | Jonas Jörgensen   | Saxo Bank-Sungard            | z.t.     |
| 7       | Robert Förster    | Unitedhealthcare Pro Cycling | z.t.     |
| 8       | Roy Curvers       | Skil-Shimano                 | z.t.     |
| 9       | Egoitz García     | Caja Rural                   | z.t      |
| 10      | Juan José Cobo    | Geox-TMC                     | z.t.     |

| Plaats  | Naam                 | Ploeg             | tijd     |
| ------- | -------------------- | ----------------- | -------- |
| Winnaar | Alberto Contador     | Saxo Bank-Sungard | 4u46'57" |
| 2       | Denis Menchov        | Geox-TMC          | + 5"     |
| 3       | Jérôme Coppel        | Saur-Sojasun      | z.t.     |
| 4       | Fabio Duarte         | Geox-TMC          | + 25"    |
| 5       | Wout Poels           | Vacansoleil-DCM   | + 27"    |
| 6       | Alexandre Geniez     | Skil-Shimano      | + 57"    |
| 7       | Lars Petter Nordhaug | Team Sky          | + 1'17"  |
| 8       | Guillaume Levarlet   | Saur-Sojasun      | z.t.     |
| 9       | Fabrice Jeandesboz   | Saur-Sojasun      | z.t.     |
| 10      | David Blanco         | Geox-TMC          | z.t.     |

### 3e etappe
| Plaats  | Naam                 | Ploeg             | tijd   |
| ------- | -------------------- | ----------------- | ------ |
| Winnaar | Alberto Contador     | Saxo Bank-Sungard | 14'10" |
| 2       | Jérôme Coppel        | Saur-Sojasun      | + 8"   |
| 3       | Denis Menchov        | Geox-TMC          | + 12"  |
| 4       | Alex Dowsett         | Team Sky          | + 19"  |
| 5       | Vasili Kirienka      | Team Movistar     | + 26"  |
| 6       | Manuele Boaro        | Saxo Bank-Sungard | z.t.   |
| 7       | Alexander Wetterhall | Endura Racing     | + 28"  |
| 8       | Eloy Teruel          |                   | + 30"  |
| 9       | Christian Vandevelde | Garmin-Cervélo    | + 31"  |
| 10      | David Zabriskie      | Garmin-Cervélo    | + 33"  |

1981 · 1982 · 1983 · 1984 · 1985 · 1986 · 1987 · 1988 · 1989 · 1990 · 1991 · 1992 · 1993 · 1994 · 1995 · 1996 · 1997 · 1998 · 1999 · 2000 · 2001 · 2002 · 2003 · 2004 · 2005 · 2006 · 2007 · 2008 · 2009 · 2010 · 2011 · 2012 · 2013 · 2014 · 2015 · 2016 · 2017 · 2018 · 2019 · 2020 · 2021 · 2022 · 2023 · 2023 · 2024 · 2025